# 侯凯
侯凯（1962年4月—），男性，辽宁沈阳人。中国共产党党员。中华人民共和国政治人物。中央财政金融学院（现中央财经大学）财政专业毕业，大学学历，经济学学士学位，高级审计师。现任中华人民共和国审计署审计长、党组书记，中国共产党审计署党校（审计署审计干部教育学院）校长。

## 生平

### 审计署
1980年9月，侯凯考入中央财政金融学院（现中央财经大学）财政系财政专业学习。1984年8月，大学毕业后的侯凯来到审计署财政审计司工作，历任科员、副主任科员、主任科员。1987年12月，加入中国共产党。1992年5月，任司综合处副处长，1994年4月升任处长。1997年6月，到河北省香河县挂任副县长。1998年9月，结束挂职的侯凯出任财政审计司司长助理。1999年11月，升任副司长，最后于2003年2月升任司长。
2007年1月，侯凯离开长期工作的财政审计司，调任驻哈尔滨特派员办事处特派员。2009年2月，他回到北京，出任署办公厅主任。2010年10月，升任审计署副审计长，晋升副部级。2011年7月，不再兼任审计署办公厅主任。2012年11月，当选中共十八届中央纪委常委。

### 纪检监察
2013年11月19日，侯凯离开审计署，调任中共上海市委常委、市纪委书记。2015年1月，在上海市纪委十届四次全会上，侯凯表示“当前反腐败斗争形势依然严峻复杂。腐败不是地方病，是传染病，上海不是世外桃源，不可能置身事外。”
为切实督促被巡视单位担起责任、落实整改，在市委巡视结束后，侯凯会对每家单位的巡视整改报告都详细审阅，发现问题就作出具体批示。在2015年上海市委第二轮巡视中，第六巡视组发现上海城建集团下属城建置业发展有限公司涉嫌公款旅游问题。向被巡视单位移送线索后，城建置业纪委敷衍塞责，仅凭当事人说辞和事后编造的材料起草了调查报告并逐级上报。城建集团党委未经严格把关，就将不实结论写入整改报告。最终，上海城建集团党委书记张焰、纪委书记朱晨红，城建置业党委书记裴建群、纪委书记张连凯等分别受到了处分。
2016年12月，侯凯回到北京，担任中共中央直属机关工作委员会副书记、纪律检查工作委员会书记。2017年10月，连任十九届中央纪委常委。2018年3月，任国家监察委员会委员，中央和国家机关工委副书记、纪工委书记（8月改为纪检监察工委书记）。

### 审计长
2020年6月30日，在离开七年后，58岁的侯凯回到审计署，接替到龄退休的胡泽君，任审计署审计长、党组书记，中央审计委员会办公室主任，跻身正部级。同时，不再担任国家监察委员会委员职务。